# Peperomia perlongispica
Peperomia perlongispica är en pepparväxtart som beskrevs av Truman George Yuncker. Peperomia perlongispica ingår i släktet peperomior, och familjen pepparväxter. Inga underarter finns listade i Catalogue of Life.